# Jan Van Steenberghe
Jan Van Steenberghe, belgijski nogometaš, * 4. julij 1972, Lokeren, Belgija .
Van Steenberghe je nekdanji nogometni vratar.